# شهرداری ویا ریورو
شهرداری ویا ریورو (به اسپانیایی: Villa Rivero Municipality) یک شهرداری در بولیوی است که در استان پوناتا واقع شده‌است. شهرداری ویا ریورو ۵٬۸۵۷ نفر جمعیت دارد.